# Виртанен, Карл Альвар
| Открытые астероиды: 8 | Открытые астероиды: 8 |
| --------------------- | --------------------- |
| (1600) Высоцки        | 22 октября 1947       |
| (1685) Торо           | 17 июля 1948          |
| (1747) Райт           | 14 июня 1947          |
| (1863) Антиной        | 7 марта 1948          |
| (1951) Лик            | 26 июня 1949          |
| (2044) Вирт           | 8 ноября 1950         |
| (6107) Остерброк      | 14 января 1948        |
| (29075) 1950 DA       | 22 февраля 1950       |

Карл Альвар Ви́ртанен (англ. Carl Alvar Wirtanen; 11 ноября 1910 — 7 марта 1990) — американский астроном, первооткрыватель комет и астероидов, который работал в Ликской обсерватории, Калифорния. В период 1947 по 1950 год им было обнаружено в общей сложности 8 астероидов. В числе открытых им астероидов сразу три астероида из группы Аполлона, в частности астероид (29075) 1950 DA, максимальное сближение с Землёй которого произойдёт в 2880 году, а также (1685) Торо и (1863) Антиной. Помимо этого он является первооткрывателем короткопериодической кометы 46P/Виртанена. Вместе с Дональдом Шейном создал каталог галактик, который включал галактики от 17-й звёздной величины и ярче и содержал информацию о более чем миллионе галактик.
В знак признания заслуг Карла Виртанена одному из астероидов было присвоено его имя (2044) Вирт.